# Jana Rybínová
Jana Rybínová (* 24. března 1960 Trenčín) je česká politička ODS, v letech 2006-2010 poslankyně Parlamentu ČR.

## Biografie
Z rodného Trenčína se roku 1966 s rodiči přestěhovala do Prahy. Absolvovala Pedagogickou fakultu Univerzity Karlovy (obor učitelství pro mateřské školy a speciální pedagogiku mládeže s vadami sluchu a řeči). Působila jako učitelka v mateřské škole ve speciální třídě pro děti s kombinovanými vadami, pak pracoval na oddělení dětské psychiatrie Thomayerovy nemocnici. Roku 1989 se coby ředitelka mateřské školy podílela na vzniku speciální třídy pro děti s vadami řeči. Je vdaná, má tři děti.
Od roku 1997 je členkou ODS. V roce 2006 se uvádí jako místopředsedkyní místní rady ODS Praha 2.
V komunálních volbách roku 1998 neúspěšně kandidovala do zastupitelstva městského obvodu Praha 2 za ODS. Zvolena se byla v komunálních volbách roku 2002. Profesně se uvádí k roku 1998 jako speciální pedagog, v roce 2002 coby podnikatelka. Po volbách v roce 2002 se stal členkou rady městské části pro školství. V roce 2005 nastoupila na post zástupkyně starosty.
Ve volbách v roce 2006 byla zvolena do poslanecké sněmovny za ODS (volební obvod Praha). Působila jako členka výboru pro zdravotnictví a ústavněprávního výboru sněmovny. Ve sněmovně setrvala do voleb v roce 2010.
Na návrh Senátu PČR byla jmenována prezidentem republiky inspektorkou Úřadu pro ochranu osobních údajů se specializací na školství, sport, kultura, církve, zdravotnictví, sociální péče/služby, pracovní vztahy a otázky služebního poměru na období od 1.10.2010 do 30.9.2020. 